# Jocy de Oliveira
Jocy de Oliveira (Curitiba, 11 aprile 1936) è una pianista, compositrice e artista multimediale brasiliana.

## Biografia
Jocy de Oliveira nacque a Curitiba e crebbe a San Paolo, in Brasile. Ha studiato a San Paolo con Joseph Kliass, a Parigi con Marguerite Long e a Saint Louis con Robert Wykes. Ha ricevuto un Master of Arts dalla Washington University di Saint Louis.
La De Oliveira è diventata una pianista da concerto da bambina, suonando a livello internazionale con artisti come Stravinsky e John Cage. Ha sposato il direttore d'orchestra Eleazar de Carvalho, ma in seguito ha divorziato e ha vissuto a Saint Louis, New York e Rio de Janeiro. È membro dell'Accademia di musica brasiliana ed è autrice di quattro libri.

## Onorificenze e premi
- Rockefeller Foundation
- New York Council on the Arts
- Meet the Composer
- Foundation of Art and Culture Vitae (Brasile)[3]

## Lavori
De Oliveira compone principalmente opere elettroniche e multimediali per progetti video, palcoscenico e teatro musicale. I lavori selezionati includono:
- Polinterações I and II (1970)
- Música no espaço, planetarium event (1982/83)
- Fata Morgana (1987)
- Liturgia Thurs Espaço (1988)
- Inori à prostituta Sagrada (1993)
- Illud Tempus (1994)
- Canto e Raga (1995)
- Cenas de una Trilogia (1999)
- As Malibran (1999/2000)
- Medea, Profecia e Balada (2003)
- Kseni Estrangeira-A (2003/2005)

## CD e DVD
Il suo lavoro è stato registrato e pubblicato su CD e DVD:
- Catalogue d'oiseaux, Olivier Messiaen (Vox)
- Vingt regards sur l'enfant-Jésus, Olivier Messiaen (Vox)
- Inori à prostituta sagrada Rer BJOCD, ASIN:B000O00HFE
- Illud tempus ABM DIGITAL, ASIN:B003ZU8YGE
- As Malibrans (2000) ASIN:B00004UAWV

## Libri
- O 3 º Mundo (São Paulo, 1959)
- Apague meu spot light (São Paulo, 1961)
- Dias e seus Caminhos Mapas e partituras (1983)
- Inori - a prostituta sagrada (2003)